# یوزپ تومه
یوزپ تومه (استونیایی: Joosep Toome؛ زادهٔ ۲۱ ژوئن ۱۹۸۵) بازیکن سابق و مربی بسکتبال اهل استونی است.
از باشگاه‌هایی که در آن بازی کرده‌است می‌توان به باشگاه بسکتبال کالو اشاره کرد.